# Solive
Une solive est une pièce de charpente placée horizontalement en appui sur les murs ou sur les poutres pour constituer le plancher d'une pièce. La continuité du plancher entre les solives est assurée par des entrevous.

## Typologie

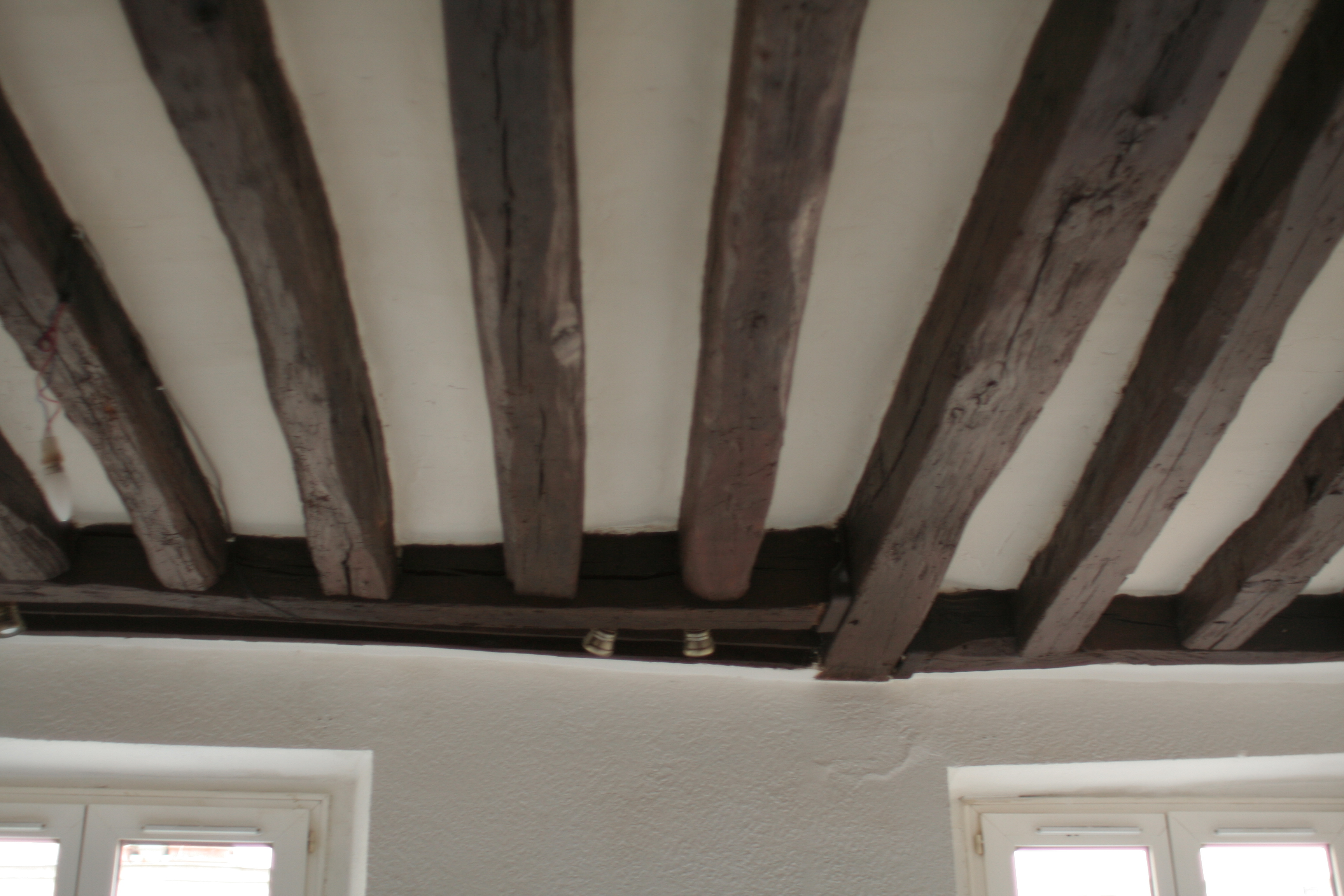
Plancher d'assemblage : solives (perpendiculaires au mur) portées par les linçoirs (parallèles au mur), eux-mêmes portés par la solive d'enchevêtrure (poutre la plus large, 3e en partant de la droite).

Les solives se différencient par leur hiérarchie structurelle, donc par leur position dans le plancher et par leur section. Les voici présentées par ordre, et accompagnées de toutes les pièces constitutives d'un solivage :
- la solive d'enchevêtrure ou solive porteuse porte de mur à mur. Elle porte les chevêtres, linçoirs. La solive d'enchevêtrure travaille en cisaillement ;
- la solive courante porte entre deux murs, entre deux poutres ou entre deux chevêtres. Aucune pièce de charpente ne s'appuie sur elle. La solive courante travaille en flexion ;
- la solive boiteuse ou solive bâtarde s'appuie sur un mur d'un côté et sur une pièce de bois de l'autre côté. C'est une solive courante qui travaille en flexion ;
- le chevêtre est une pièce de charpente qui relie deux solives d'enchevêtrure pour réaliser une enchevêtrure (au droit d'un âtre de cheminée ou d'une trémie). Le chevêtre est perpendiculaire au solivage courant, il porte les solives courantes ou boiteuses (selon le type de plancher). Le chevêtre travaille en flexion ;
- le linçoir, à l'instar du chevêtre, relie les solives courantes aux solives d'enchevêtrure et travaille en flexion. Il se différencie du chevêtre par le fait qu'il est plus proche du mur auquel il est parallèle. Le linçoir est généralement placé au droit d'un conduit de fumée, ou d'une baie. Le « faux-linçoir » est un élément qui sert à combler l'espace entre le mur et le linçoir lorsqu'ils sont trop éloignés l'un de l'autre. Le faux-linçoir est de l'ordre de la solive courante, puisqu'aucune pièce de charpente ne s'appuie dessus.

## Plancher

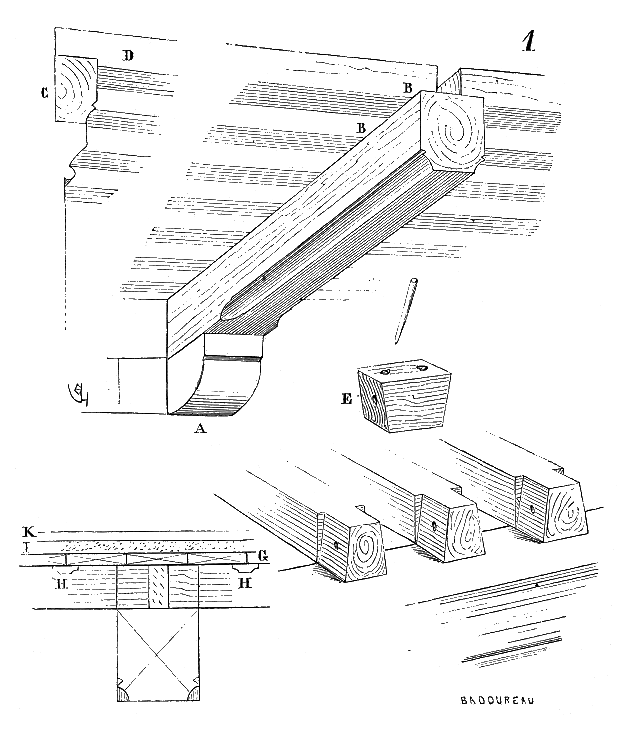
Assemblage des solives sur une poutre dans un plancher médiéval.

Jusqu'au XVIIe siècle, les planchers étaient constitués de poutres maîtresses sur lesquelles reposaient les solives. La structure de ces planchers est apparente, les poutres et les solives peuvent être peintes ou sculptées. L'usage était de poser les solives tant plein que vide, c'est-à-dire qu'on laissait exactement entre deux solives la largeur de l'une d'elles. Les solives étaient soit simplement posées sur les poutres, soit embrevées dedans, soit assemblées sur lambourdes.
À partir du XVIIIe siècle, la mode du plafond lisse est venue d'Italie. On s'est mis à construire des planchers d'assemblage à enchevêtrures en utilisant solives d'enchevêtrure, chevêtres, linçoirs, etc. Ces planchers permettent une économie de matière (moins de bois mis en œuvre pour une plus grande portée). Les assemblages sont réalisés à tenon et mortaise à mordâne, les assemblages des enchevêtrures sont renforcés par des étriers en fer forgé. Les solives courantes portent sur des linçoirs, ce qui réduit leur portée ; les linçoirs portent sur les solives d'enchevêtrure qui portent donc l'ensemble du plancher, elles sont d'une section plus importante que les solives courantes, mais se maintiennent dans l'épaisseur du plancher car le bois travaille mieux au cisaillement qu'à la flexion.
Une mode veut qu'on dégarnisse ces planchers de leur plafond. Or les éléments de charpente n'étant pas prévus pour être vus ne sont pas équarris en conséquence. De plus, le plâtre du plafond protège le plancher en empêchant les solives (qui sont posées sur chant) de flamber en cas d'incendie.